# Okręg wyborczy Armagh City
Okręg wyborczy Armagh City – dawny brytyjski okręg wyborczy. Powstał w 1801 r. i wysyłał do Izby Gmin jednego deputowanego. Obejmował miasto Armagh w Irlandii. Został zlikwidowany w 1885 r.

## Deputowani do brytyjskiej Izby Gmin z okręgu Armagh City
- 1801–1816: Patrick Duigenan, torysi
- 1816–1818: Daniel Webb Webber, torysi
- 1818–1820: John Leslie Foster, torysi
- 1820–1826: William Stuart, torysi
- 1826–1831: Henry Goulburn, torysi
- 1831–1831: Henry Chetwynd-Talbot, wicehrabia Ingestre, torysi
- 1831–1832: John William Head Brydges, torysi
- 1832–1837: Leonard Dobbin, wigowie
- 1837–1840: William Curry, wigowie
- 1840–1852: John Dawson Rawdon, wigowie
- 1852–1855: Ross Stephenson Moore, Partia Konserwatywna
- 1855–1857: Joshua Walter McGeough Bond, Partia Konserwatywna
- 1857–1859: Stearne Ball Miller, Partia Konserwatywna
- 1859–1865: Joshua Walter McGeough Bond, Partia Konserwatywna
- 1865–1867: Stearne Ball Miller, Partia Konserwatywna
- 1867–1875: John Vance, Partia Konserwatywna
- 1875–1885: George de la Poer Beresford, Partia Konserwatywna